# Marie-Claire Foblets
Marie-Claire Foblets (* 5. November 1959 in Brasschaat, Belgien) ist eine belgische Juristin, Sozialanthropologin und Hochschullehrerin. Von 1991 bis 2012 war sie Professorin für Anthropologie an der Universität Antwerpen, von 2008 an zugleich auch Professorin für Rechtswissenschaften und Anthropologie sowie Leiterin und Lehrstuhlinhaberin des Instituts für Ausländerrecht und Rechtsanthropologie an der Katholieke Universiteit Leuven. Seit 2012 ist sie Leiterin der Abteilung für Anthropologie und Recht am Max-Planck-Institut für ethnologische Forschung in Halle (Saale) und von 2015 bis 2021 war sie dort Geschäftsführende Direktorin des Instituts.

## Forschung und Lehre
1977 begann Foblets an der Universität Antwerpen ein Studium der Rechtswissenschaften. Nach dem Bachelorabschluss im Jahr 1979 wechselte sie an die Katholieke Universiteit Leuven (KUL), wo sie 1982 das Jurastudium mit einem Mastergrad abschloss und zudem Thomistische Philosophie studierte. Dank eines Stipendiums konnte sie das Philosophiestudium 1982/83 an der Wilhelms-Universität Münster fortsetzen und im Jahr 1985 durch Studien in Sozial- und Kulturanthropologie ergänzen. Mastergrade in diesen Fächern erwarb sie 1984 und 1985. Danach arbeitete sie zehn Jahre in einer auf die Probleme von Minderheiten und Migranten spezialisierten Brüsseler Anwaltskanzlei und als Assistentin an der Universität Leuven, wo sie parallel dazu 1990 in Sozial- und Kulturanthropologie  promoviert wurde mit einer Arbeit, die sich mit maghrebinischen Familien und der Justiz in Belgien befasste.
Von 1991 bis 2012 war sie Professorin für Anthropologie an der Universität Antwerpen, von 2008 an zugleich auch Professorin für Rechtswissenschaften und Anthropologie sowie Leiterin und Lehrstuhlinhaberin des Instituts für Ausländerrecht und Rechtsanthropologie an der KUL. Sie organisierte Workshops am spanischen International Institute for the Sociology of Law. Seit 2012 leitet sie die neu gegründete Abteilung für „Anthropologie und Recht“ am Max-Planck-Institut für ethnologische Forschung (MPIeF) in Halle (Saale) und war ab 2015 auch die Geschäftsführende Direktorin des Instituts. Im Februar 2021 folgte ihr auf diese Position Ursula Rao nach.
Darüber hinaus war sie seit Juni 2014 Honorarprofessorin für Recht und Ethnologie an der Martin-Luther-Universität Halle-Wittenberg. 2015 wurde sie Mitglied der Sächsischen Akademie der Wissenschaften.
Eine Einladung Foblets an Norman Finkelstein zu einem Vortrag im Max-Planck-Institut mit dem Titel „Martyrium von Gaza“ im Januar 2017 führte zu Protesten. Sie hatte ihn bereits zuvor an die Universität Leuven eingeladen, „weil er in seinen Publikationen das Meinungsbild in vielen arabischen Ländern abbildet“. Die Studierenden müssten lernen, so Foblets, sich mit kontroversen Meinungen auseinanderzusetzen. Ihre „widersprüchliche Informationspolitik“ führte auch zu Diskussion und Kritik von Bundesregierung und aus dem Bundestag.
Siehe auch: Kontroverse um die Einladung Norman Finkelsteins
Im Jahr 2007 erschien eine Briefmarke zu ihren Ehren in der Reihe Das ist Belgien.

## Auszeichnungen
- 2004: Francqui-Preis
- 2006: Erhebung in den Adelsstand
- 2019: Ehrendoktorat der Universität Uppsala[7]

## Veröffentlichungen
als Herausgeberin
- mit Barbara Saunders: Changing genders in intercultural perspectives (= Studia anthropologica. 5). Leuven University Press, Leuven 2002, ISBN 90-5867-201-8.
- mit Trutz von Trotha: Healing the Wounds. Essays on the Reconstruction of Societies after War (= Oñati International Series in Law and Society.). Hart Publishing, Oxford u. a. 2004, ISBN 1-84113-469-4.
- mit Alison Dundes Renteln: Multicultural Jurisprudence. Comparative Perspectives on the Cultural Defense (= Oñati International Series in Law and Society.). Hart Publishing, Oxford u. a. 2009, ISBN 978-1-84113-895-4.
- mit Katayoun Aldadi, Jogchum Vrielink: A Test of Faith? Religious Diversity and Accommodation in the European Workplace. Ashgate, Aldershot 2012, ISBN 978-1-4094-4502-9.
- mit Luc Leboeuf: Humanitarian Admission to Europe. The Law between Promises and Constraints (= Schriften zum Migrationsrecht. 30). Nomos, Baden-Baden 2020, ISBN  978-1-5099-3967-1.

Aufsätze (Auswahl)
- Freedom of religion and belief in the European workplace: which way forward and what role for the European Union? In: International Journal of Discrimination and the Law. Band 13, Nummer 2/3, 2013, S. 240–255, doi:10.1177/13582291135043.
- mit Katayoun Alidadi, Jonathan Bernaerts, Petra Burai, Kalindi Kokal, Mareike Riedel, Elizabeth Steyn: Which law for which religion? Ethnographic enquiries into the limits of state law vis-à-vis lived religion. In: Rechtsphilosophie. Zeitschrift für Grundlagen des Rechts. Band 13, Nummer 3, 2016, S. 237–282, doi:10.5771/2364-1355-2016-3-225.
- mit Larissa Vetters: Culture all around? Contextualising anthropological expertise in European courtroom settings. In: International Journal of Law in Context. Band 12, Nummer 3, 2016, S. 272–292, doi:10.1017/S1744552316000148.